# Île Delage
L'île Delage est une île sur la Loire, en France, située au milieu du fleuve, sur le territoire de la commune d'Ancenis-Saint-Géréon.
Elle mesure 1 km de long et 200 m de large, pour une superficie de 12 ha.
L'île n'est reliée à la rive du fleuve par aucun pont.